# Zeljonaja kareta (film fra 2015)
Zeljonaja kareta (russisk: Зелёная карета) er en russisk spillefilm fra 2015 af Oleg Asadulin.

## Medvirkende
- Andrey Merzlikin som Vadim Rajevskij
- Viktorija Isakova som Vera Rajevskaja
- Aleksandr Mitjkov som Tjoma
- Sergej Jusjkevitj som Pasja
- Vladimir Mensjov som Oleg Dobroljubov